# Przegląd Pediatryczny
Przegląd Pediatryczny – czasopismo specjalistyczne o tradycjach sięgających 1908 roku, wydawane nieprzerwanie od 1970 roku. Jest organem Polskiego Towarzystwa Pediatrycznego wydawanym przez wydawnictwo Cornetis.
Jednym z założycieli i pierwszym redaktorem naczelnym był pediatra Józef Polikarp Brudziński. Czasopismo publikuje głównie artykuły o charakterze przeglądowym i edukacyjnym.

## Redaktorzy naczelni
- prof. Wojciech Młynarski (2011)
- Jerzy Bodalski (2001–2010)
- Barbara Dębiec (1977–2001)
- Kazimierz Sroczyński (1971–1976)

Redaktorzy pierwszego numeru Przeglądu Pediatrycznego z 1908 r.:
- dr Ludwik Anders
- dr Józef Polikarp Brudziński
- dr Bolesław Krysiewicz
- prof. Ksawery Lewkowicz
- prof. Jan Rudolf Raczyński[1]